# 圣玛格丽特 (上卢瓦尔省)
圣玛格丽特（法語：Sainte-Marguerite，法語發音：[sɛ̃t maʁɡərit] ⓘ）是法国上卢瓦尔省的一个市镇，位于该省西部，属于布里尤德区。

## 地理
圣玛格丽特（45°12'23"N, 3°35'29"E）面积5.39 平方千米，位于法国奥弗涅-罗讷-阿尔卑斯大区上盧瓦爾省，该省份为法国中南部省份，北起多姆山省和卢瓦尔省，西接康塔爾省，南至洛泽尔省，东临阿尔代什省。
与圣玛格丽特接壤的市镇（或旧市镇、城区）包括：沙萨涅、科拉、若萨、马兹拉欧鲁兹。
圣玛格丽特的时区为UTC+01:00、UTC+02:00（夏令时）。

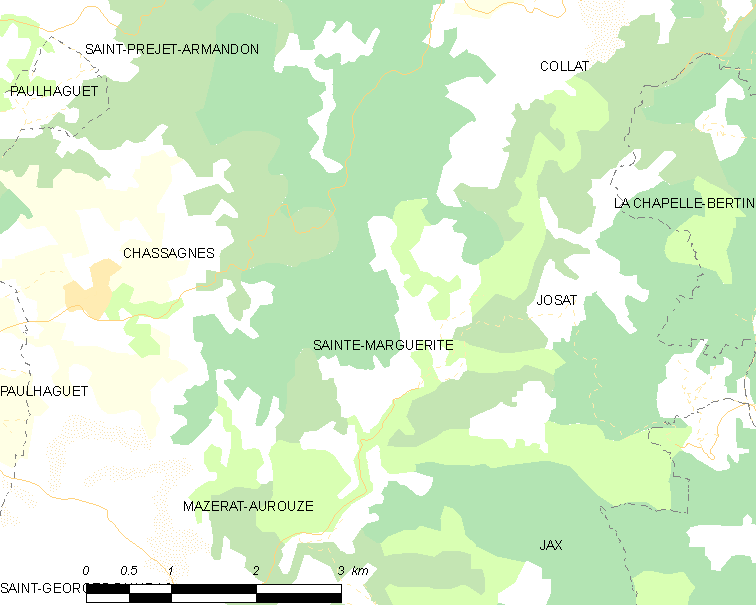
圣玛格丽特的OSM定位图

## 行政
圣玛格丽特的邮政编码为43230，INSEE市镇编码为43208。

## 政治
圣玛格丽特所属的省级选区为拉法耶特地区县。

## 人口

1962-2008年间圣玛格丽特人口变化图示

圣玛格丽特于2022年1月1日时的人口数量为37人。